# Тяговый агрегат
Тя́говый агрегат — сцеплённые секции локомотивов управления (обычно электровозов или электротепловозов) и думпкаров, оборудованных тяговыми электродвигателями. Использование грузовых вагонов в качестве тяговых единиц позволяет в 2—3 раза увеличить сцепной вес и увеличить число гружёных вагонов в поезде. Благодаря таким свойствам тяговые агрегаты получили широкое распространение на горнодобывающих предприятиях, (карьерах и разрезах).

## История

### СССР и постсоветские страны
К началу 1950-х гг. горнодобывающей промышленности СССР требовались более сильные электровозы. К тому времени на карьерах работали электровозы со сцепной массой 70—90 тонн, в основном довоенной постройки, которые работали двойной тягой. В 1951 году из ГДР началась поставка шестиосных электровозов со сцепной массой 150 тонн, но они были относительно дороги.
В 1957 году на Коркинском угольном карьере на базе обычного четырёхосного думпкара был создан моторный думпкар, который был сцеплен с электровозом IV-КП1. Сцепная масса возросла вдвое (масса электровоза — 80 тонн, масса гружёного думпкара — 96 тонн) и это дало возможность электровозу работать на более крутых уклонах. Полученный состав стал первым в стране тяговым агрегатом.

#### Тяговые агрегаты заводаLEW
В 1964 году немецкий завод Lokomotivbau Elektrotechnische Werke (LEW)  (близ Хеннигсдорфа) выпустил два электровоза постоянного тока EL2 с оборудованием для управления не только своими электродвигателями, но и электродвигателями прицепляемого к электровозу моторного думпкара, а также по одному моторному думпкару для этих электровозов. Одновременно завод начал выпуск дизель-электровозов EL10 для работы на линиях переменного тока с напряжением 10 кВ, изначально оснащённых оборудованием для управления двумя думпкарами. С каждым электровозом этой серии завод также поставлял в СССР по два моторных думпкара. Первые электровозы EL10 имели вагонную компоновку с одной кабиной управления по краю, более поздние локомотивы перешли на капотную компоновку с центральной кабиной, для чего высота кузова локомотива в зонах, кроме кабины, была снижена. Впоследствии завод выпускал для СССР модернизированные тяговые агрегаты серии EL20.
- EL10 с поездом
- Электровоз EL20
- Думпкары EL20

#### Тяговые агрегатыДнепропетровского завода
С 1967 года в СССР было начато серийное производство тяговых агрегатов на Днепропетровском электровозостроительном заводе. Первые тяговые агрегаты серии ПЭ2 предназначались для линий постоянного тока и включали один электровоз с центральным расположением кабины управления и два думпкара. Впоследствии данная модель стала базовой для всех тяговых агрегатов производства ДЭВЗ, и в 1972 году на её основе был построен тяговый агрегат ОПЭ2 для переменного тока со схожей конструкцией и аналогичной композицией (электровоз + 2 думпкара), а в 1973 на его основе — дизель-электрический тяговый агрегат ОПЭ1А, включающий электровоз, дизельную бустерную секцию без кабины управления и моторный думпкар. Впоследствии заводом были созданы малосерийные дизель-электрические тяговые агрегаты ПЭ3Т и ОПЭ1Б повышенной мощности, сформированные по схеме электровоз + дизельная секция + моторный думпкар. Заводом был налажен крупносерийный выпуск тяговых агрегатов постоянного тока ПЭ2, ПЭ2м и ПЭ2у и переменного тока ОПЭ1А и ОПЭ1Ам, при этом ОПЭ1А со временем стали выпускаться без дизельной секции как электровозы с двумя думпкарами.
- ПЭ2м-147
- ОПЭ1А-069 и 028
- ОПЭ1А-045 с двумя дизельными секциями

#### Тяговые агрегатыНовочеркасского завода
С 1969 года на Новочеркасском заводе выпускались тяговые агрегаты переменного тока серии ОПЭ1, которые, в отличие от агрегатов производства ДЭВЗ, имели вагонную компоновку локомотива и состояли из двухсекционного электротепловоза (электровозная и тепловозная секции) с кабинами управления на каждую секцию и одним моторным думпкаром. Локомотивы этой серии выпускались по 2002 год, часть из них была выпущена без моторных думпкаров. Начиная с 2003 года завод наладил производство тяговых агрегатов переменного тока НП1, состоящих из электровоза с центральным расположением кабины машиниста и двух моторных думпкаров.
- ОПЭ1-393 без думпкара
- НП1-028 и ОПЭ1А-094

## Сравнительные характеристики тяговых агрегатов
| Показатель                          | Тип агрегата | Тип агрегата | Тип агрегата | Тип агрегата | Тип агрегата | Тип агрегата | Тип агрегата | Тип агрегата | Тип агрегата | Тип агрегата |
| Показатель                          | EL10         | ОПЭ1         | ОПЭ2         | ОПЭ1А        | ОПЭ1Б        | ПЭ1          | ПЭ2          | ПЭ2м         | ПЭ3т         | НП1          |
| ----------------------------------- | ------------ | ------------ | ------------ | ------------ | ------------ | ------------ | ------------ | ------------ | ------------ | ------------ |
| Год начала выпуска                  | 1964         | 1968         | 1972         | 1973         | 1976         | 30.06.1971   | 1967         | 1968         | 1978         | 2004         |
| Осевая формула                      | 3(20+20)     | 2(20+20)     | 3(20+20)     | 3(20-20)     | 3(20+20)     | 3(20+20)     | 3(20+20)     | 3(20+20)     | 3(20+20)     | 3(20-20)     |
| Номинальная мощность, кВт           | 4770         | 4370         | 5325         | 5325         | 5325         | 5460         | 6120         | 5460         | 5325         | 7600         |
| Сила тяги в номинальном режиме, кН  | 681          | 560          | 662          | 662          | 662          | 694          | 672          | 694          | 662          | 1050         |
| Скорость в номинальном режиме, км/ч | 25,7         | 30           | 29,5         | 29,5         | 29,5         | 28,9         | 33,4         | 28,9         | 29,5         | 25           |
| Мощность дизель-генератора, кВт     | 550          | 1471         | —            | 1103         | 1470         | —            | —            | —            | 1471         | —            |